# Gymnapogon foraminosus
Gymnapogon foraminosus is een straalvinnige vissensoort uit de familie van kardinaalbaarzen (Apogonidae). De wetenschappelijke naam van de soort is voor het eerst geldig gepubliceerd in 1915 door Tanaka.